# Fossambault-sur-le-Lac
Fossambault-sur-le-Lac è un comune del Canada, situato nella provincia del Québec, nella regione di Capitale-Nationale.